# Wereldkampioenschappen kanoslalom 2010
De wereldkampioenschappen kanoslalom 2010 werden van 8 tot en met 12 september 2010 gehouden op de Tacen Whitewater Course in Ljubljana, Slovenië.

## Medailles

### Mannen
| Onderdeel         | Goud | Goud              | Zilver                                                                                              | Zilver            | Brons                                                                                           | Brons             |
| Canadese kano (C) | Canadese kano (C)                                                                                        | Canadese kano (C) | Canadese kano (C)                                                                                   | Canadese kano (C) | Canadese kano (C)                                                                               | Canadese kano (C) |
| ----------------- | --- | ----------------- | --------------------------------------------------------------------------------------------------- | ----------------- | ----------------------------------------------------------------------------------------------- | ----------------- |
| C-1               | Tony Estanguet Frankrijk                                                                                 | 095,70            | Michal Martikán Slowakije                                                                           | 098,61            | Jordi Domenjo Spanje                                                                            | 099,41            |
| C-1 team          | Slowakije Michal Martikán Alexander Slafkovský Matej Beňuš                                               | 105,34            | Duitsland Sideris Tasiadis Jan Benzien Franz Anton                                                  | 106,71            | Tsjechië Stanislav Ježek Jan Mašek Michal Jáně                                                  | 110,67            |
| C-2               | Slowakije Pavol Hochschorner Peter Hochschorner                                                          | 105,35            | Frankrijk Denis Chanut Gargaud Fabien Lefèvre                                                       | 109,00            | Verenigd Koninkrijk David Florence Richard Hounslow                                             | 37,599            |
| C-2 team          | Frankrijk Denis Chanut Gargaud / Fabien Lefèvre Gauthier Klaus / Matthieu Peche Pierre Picco / Hugo Biso | 124,90            | Azerbeidzjan Jaroslav Volf / Ondřej Štěpánek Tomáš Koplík / Jakub Vrzáň Lukáš Přinda / Jan Havlíček | 125,70            | Duitsland Kai Müller / Kevin Müller Robert Behling / Thomas Becker David Schröder / Frank Henze | 126,78            |
| Kayak (K)         | |                   | |                   |                                                                                                 |                   |
| K-1               | Daniele Molmenti Italië                                                                                  | 091,00            | Vavřinec Hradílek Tsjechië                                                                          | 091,56            | Jure Meglič Slovenië                                                                            | 093,74            |
| K-1 team          | Duitsland Alexander Grimm Fabian Dörfler Hannes Aigner                                                   | 101,80            | Frankrijk Pierre Bourliaud Boris Neveu Fabien Lefèvre                                               | 102,92            | Italië Daniele Molmenti Diego Paolini Stefano Cipressi                                          | 103,55            |

### Vrouwen
| Onderdeel         | Goud                                                         | Goud              | Zilver                                                        | Zilver            | Brons                                          | Brons             |
| Canadese kano (C) | Canadese kano (C)                                            | Canadese kano (C) | Canadese kano (C)                                             | Canadese kano (C) | Canadese kano (C)                              | Canadese kano (C) |
| ----------------- | ------------------------------------------------------------ | ----------------- | ------------------------------------------------------------- | ----------------- | ---------------------------------------------- | ----------------- |
| C-1               | Jana Dukátová Slowakije                                      | 125,71            | Leanne Guinea Australië                                       | 131,90            | Jessica Fox Australië                          | 134,18            |
| Kayak (K)         |                                                              |                   |                                                               |                   |                                                |                   |
| K-1               | Corinna Kuhnle Oostenrijk                                    | 102,64            | Jana Dukátová Slowakije                                       | 107,73            | Violetta Oblinger-Peters Oostenrijk            | 110,06            |
| K-1 team          | Tsjechië Štěpánka Hilgertová Irena Pavelková Marie Řihošková | 126,23            | Duitsland Jennifer Bongardt Jasmin Schornberg Melanie Pfeifer | 131,42            | Slovenië Eva Terčelj Nina Mozetič Urša Krajelj | 136,11            |

### Medaillespiegel
| Plaats | Land                | Goud | Zilver | Brons | Totaal |
| 1      | Slowakije           | 3    | 2      | 0     | 5      |
| 2      | Frankrijk           | 2    | 2      | 0     | 4      |
| 3      | Tsjechië            | 1    | 2      | 1     | 4      |
| 4      | Duitsland           | 1    | 2      | 1     | 4      |
| 5      | Oostenrijk          | 1    | 0      | 1     | 2      |
| 6      | Italië              | 1    | 0      | 1     | 2      |
| 7      | Australië           | 0    | 1      | 1     | 2      |
| 8      | Slovenië            | 0    | 0      | 2     | 2      |
| 9      | Spanje              | 0    | 0      | 1     | 1      |
| 10     | Verenigd Koninkrijk | 0    | 0      | 1     | 1      |
| Totaal | Totaal              | 9    | 9      | 9     | 27     |